# Сомы-нижнероты
Сомы-нижнероты (лат. Pterygoplichthys) — род лучепёрых рыб из семейства кольчужных сомов, обитающий в Южной Америке. Ранее некоторые виды данного рода были выделены в другие роды — Glyptoperichthys и Liposarcus. Научное название происходит от греч. πτέρυγ — «крыло», «пловец», греч. hoplon — «оружие» и греч. ἰχθύς — «рыба».

## Описание

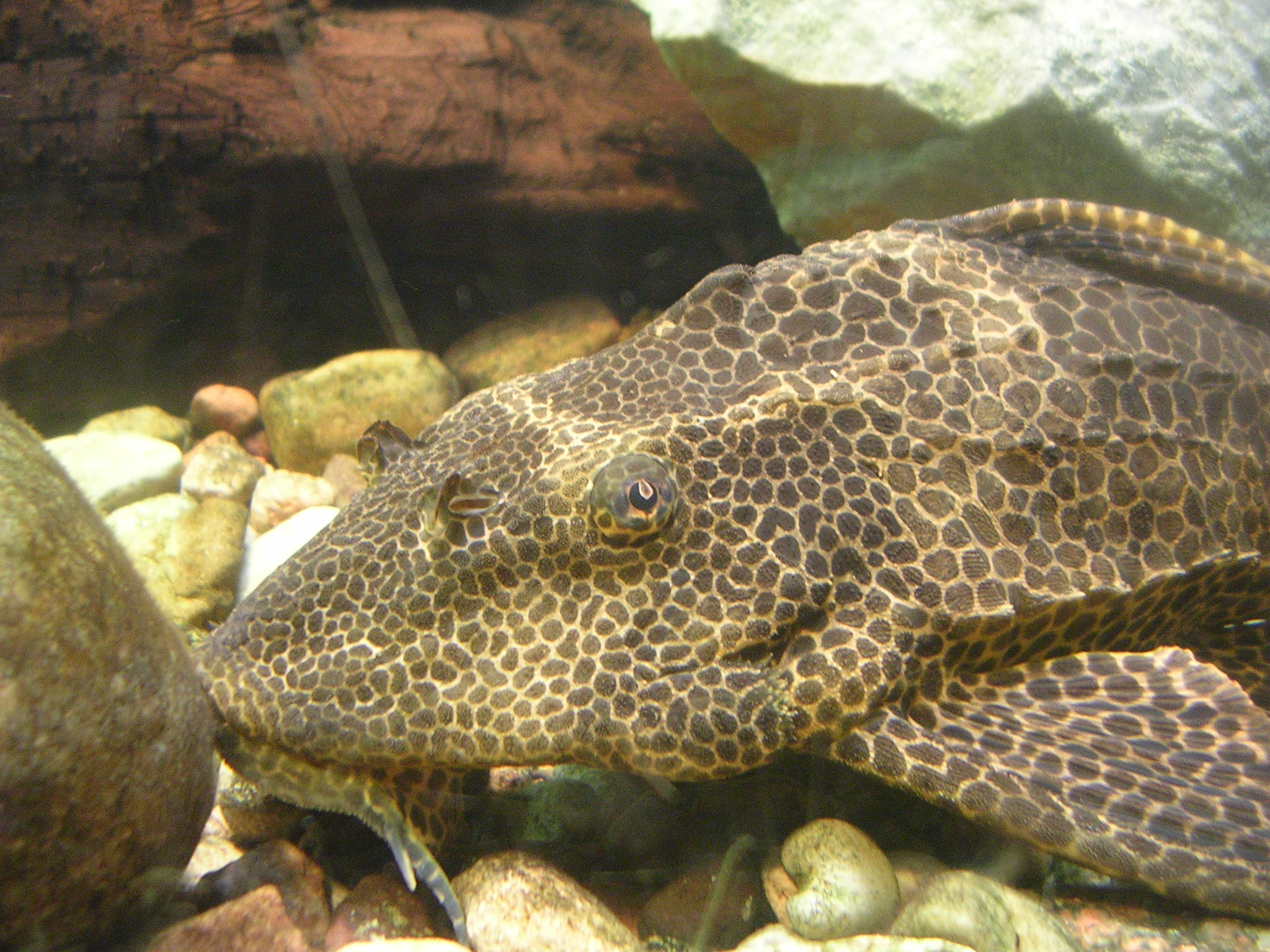
Гребень на задней части головы Pterygoplichthys gibbiceps отличающий представителей рода Pterygoplichthys от Glyptoperichthys

Общая длина представителей этого рода колеблется от 27 до 70 см. Голова достаточно крупная, рыло немного вытянуто. По бокам проходят увеличенные костные пластинки, однако одонтоды (кожаные зубчики) почти отсутствуют. Глаза маленькие или среднего размера, расположены в верхней части головы. Рот наклонён книзу, представляет собой своеобразную присоску. Туловище крепкое, удлинённое, покрыто костными пластинками. Имеют увеличенный кишечник. Желудок значительно расширен в задней части, где образуется мешочек, который переходит в развитую сосудистую сеть. Спинной плавник большой и длинный с 9—13 мягкими лучами и 1 жёстким лучом (шипом). Жировой плавник маленький. Хвостовой стебель сужается к концу. Грудные плавники большие и длинные, треугольной формы. Брюшные плавники короче грудных, однако шире или такие же. Анальный плавник маленький, больше жирового. Хвостовой плавник вытянутый, с длинными лопастями или цельный умеренно широкий.
Окраска однотонная: серо-коричневая или тёмно-(светло) коричневая. По основному фону проходит рисунок, состоящий из светлых или тёмных пятен или полос разного количества и размера.

## Образ жизни
Это донные рыбы. Предпочитают пресные водоёмы. Встречаются в озёрах, прудах, лагунах и разливах с бедными кислородом водами. Используют дополнительное воздушное дыхание. Предпочитают земляные, илистые или глинистые почвы, которые завалены корягами, но иногда сомов вылавливают на речных потоках с быстрым течением. Достаточно жизнестойки, выловленные из воды способны прожить 30 часов. Активны ночью или в сумерках. Питаются сине-зелёными, диатомовыми водорослями, детритом и обомшелой древесиной, а также червями и личинками насекомых, которых засасывает ртом. Также потребляет падаль.

## Размножение
Половая зрелость наступает при размере 40-50 см. Размножаются 1 раз в год. Самцы грудными плавниками выкапывают ямы или тоннели в иле или в земле, куда самка откладывает икру. За будущим потомством обычно ухаживает самец, хотя есть виды, где охраняют икру самка и самец.

## Распространение
Обитает в бассейнах рек Амазонка, Ориноко, Мараньон, Укаяли, Уругвай, Мадейра, Парана, Парнаиба, Сан-Франсиско, озере Маракайбо. Также акклиматизированы в южных штатах США, на Гавайских островах, в южной Мексике, на островах Пуэрто-Рико и Тайвань, на Филиппинских островах.

## Содержание в аквариуме
Необходим аквариум от 300 литров. На дно насыпают смесь крупного и среднего песка. Вдоль заднего стекла высаживают растения с крупными листьями или длинными стеблями. Несмотря на внушительные размеры, сомы принадлежат к растительности деликатно — не мнут и не ломают их. Из декораций в аквариум помещают большие ветвистые коряги.
Неагрессивные рыбы. Содержать можно по 2—3 особи. В аквариуме активны днём. Кормят сомов свежими овощами. 30 % рациона составляет живой корм или заменители. Из технических средств понадобится внутренний фильтр средней мощности, компрессор. Температура содержания должна составлять 22-26 °C.

## Классификация
На май 2018 года в род включают 16 видов:
- Pterygoplichthys ambrosettii (Holmberg, 1893)
- Pterygoplichthys anisitsi C. H. Eigenmann & C. H. Kennedy, 1903
- Pterygoplichthys disjunctivus (C. Weber, 1991)
- Pterygoplichthys etentaculatus (Spix & Agassiz, 1829)
- Pterygoplichthys gibbiceps (Kner, 1854) — Парчовый птеригоплихт[3]
- Pterygoplichthys joselimaianus (C. Weber, 1991)
- Pterygoplichthys lituratus (Kner, 1854)
- Pterygoplichthys multiradiatus Hancock, 1828
- Pterygoplichthys pardalis (Castelnau, 1855)
- Pterygoplichthys parnaibae (C. Weber, 1991)
- Pterygoplichthys punctatus (Kner, 1854)
- Pterygoplichthys scrophus (Cope, 1874)
- Pterygoplichthys undecimalis (Steindachner, 1878)
- Pterygoplichthys weberi Armbruster & Page, 2006
- Pterygoplichthys xinguensis (C. Weber, 1991)
- Pterygoplichthys zuliaensis C. Weber, 1991

## Галерея

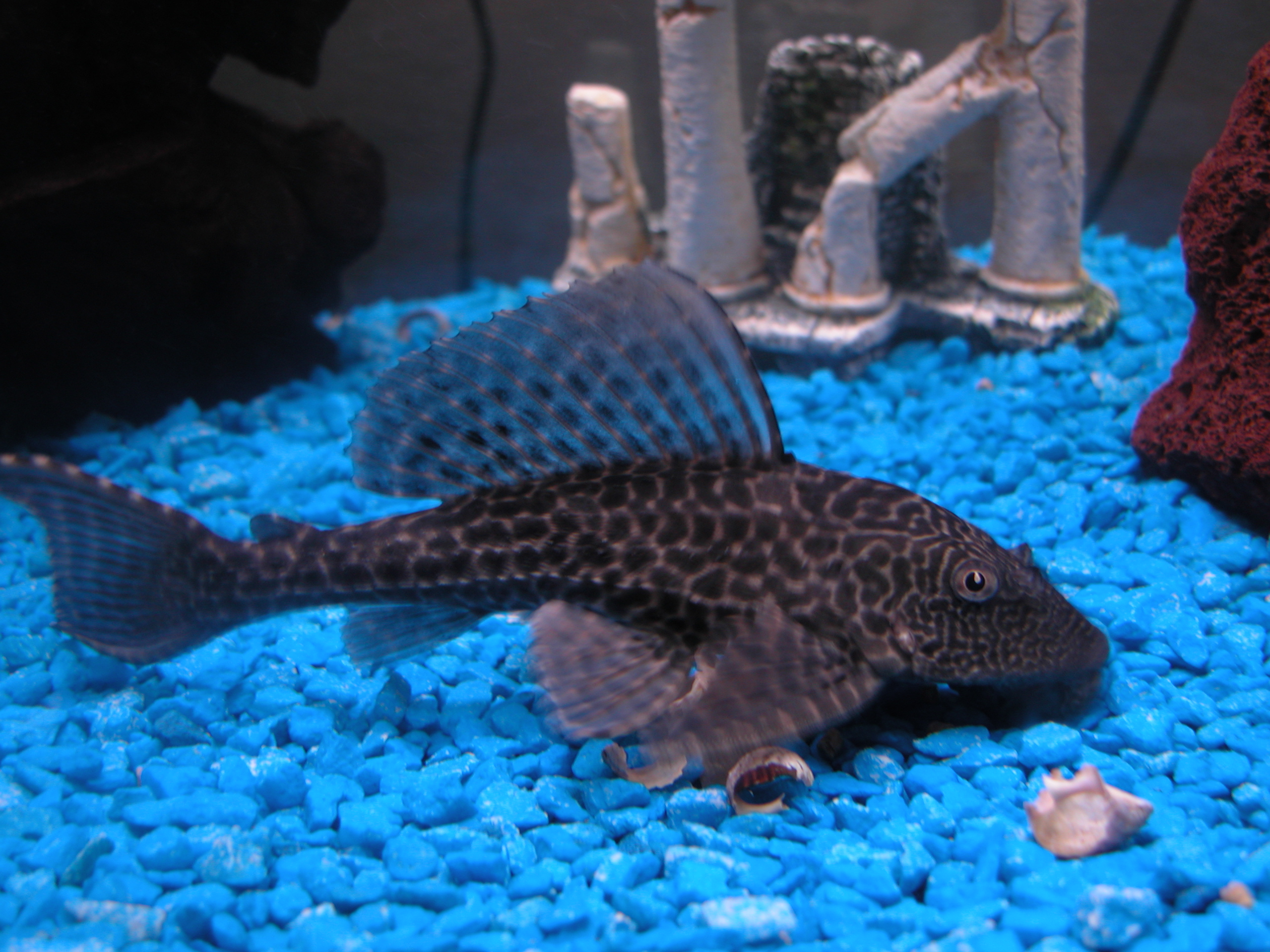
Pterygoplichthys pardalis
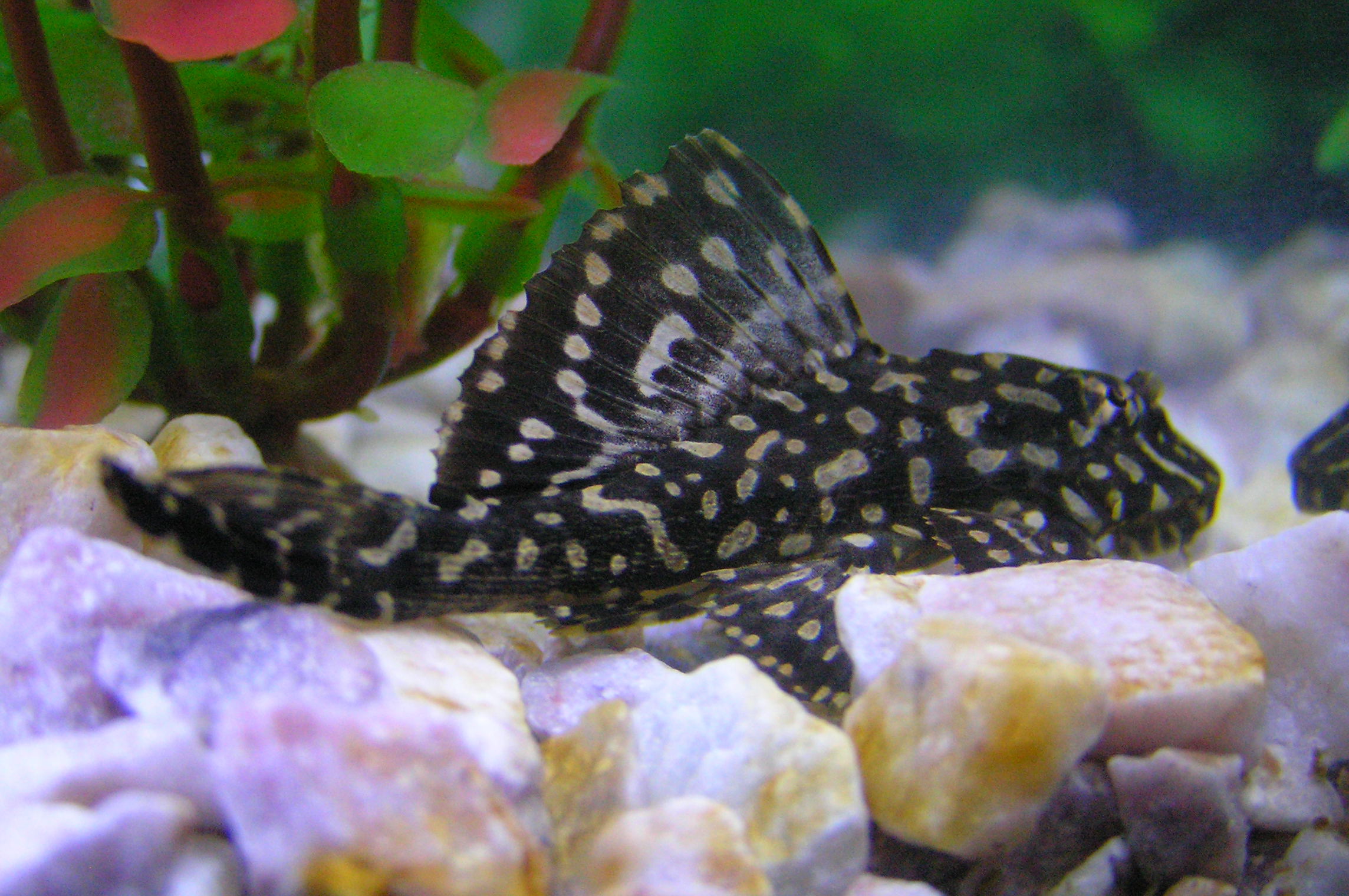
Pterygoplichthys joselimaianus
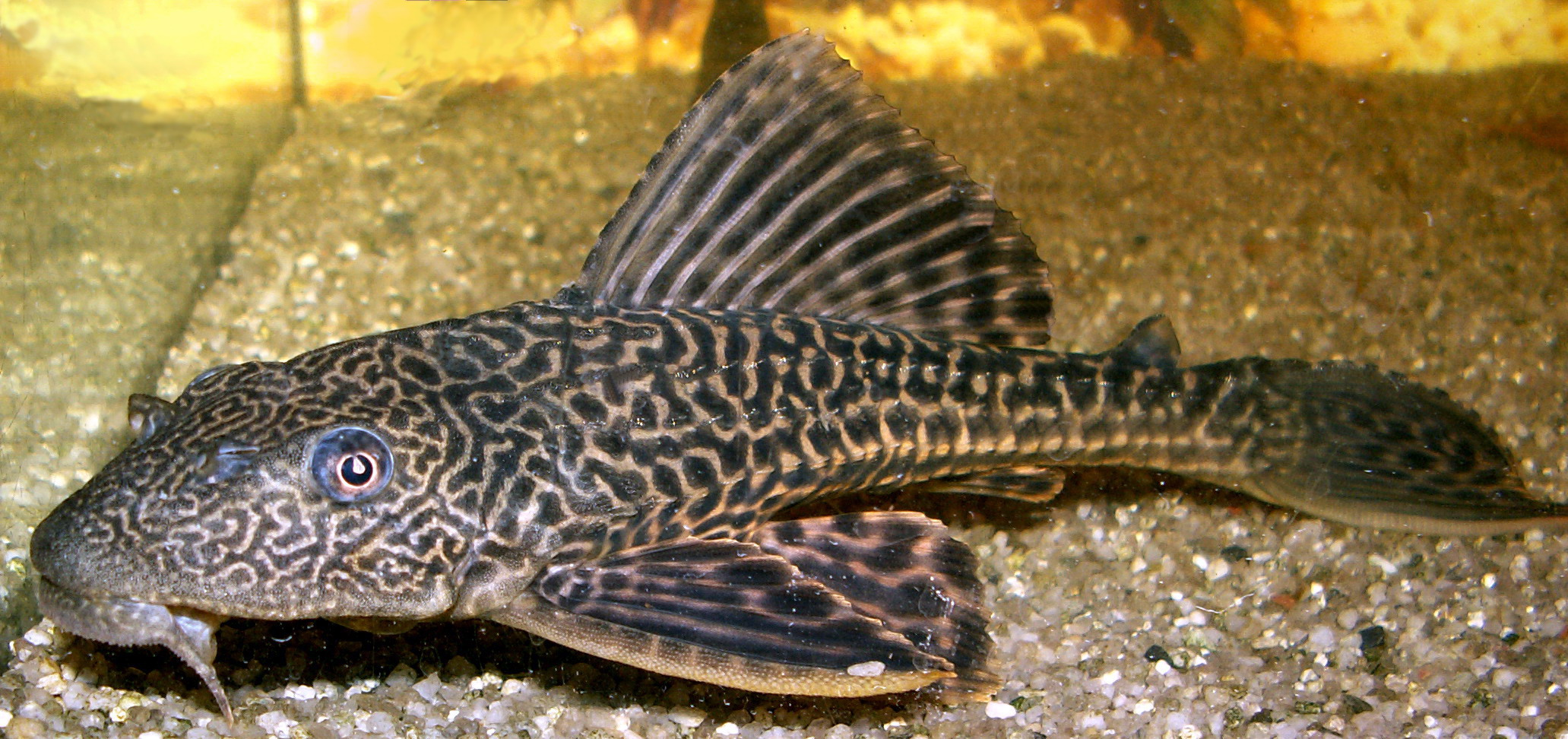
Pterygoplichthys multiradiatus